# Phalerae
Phalerae (Latijn, ontleend aan het Griekse "ta falera", het beslag van helm, kuras of paard) is de verzamelnaam voor de onderscheidingen voor dapperheid en verdienste die in het Romeinse leger werden uitgereikt. De verzamelnaam was "Dona Militaria" maar ook schenkingen van voedsel, grond en geld behoorden tot die categorie. De naam voor de hulpwetenschap die zich op de kennis van onderscheidingen richt is faleristiek.
In de archeologie wordt het enkelvoud phalera ook gebruikt voor Keltische of Thracische metalen sierschijven, die onderdeel waren van de uitrusting van een krijger ter versiering van een schild of paardentuig.

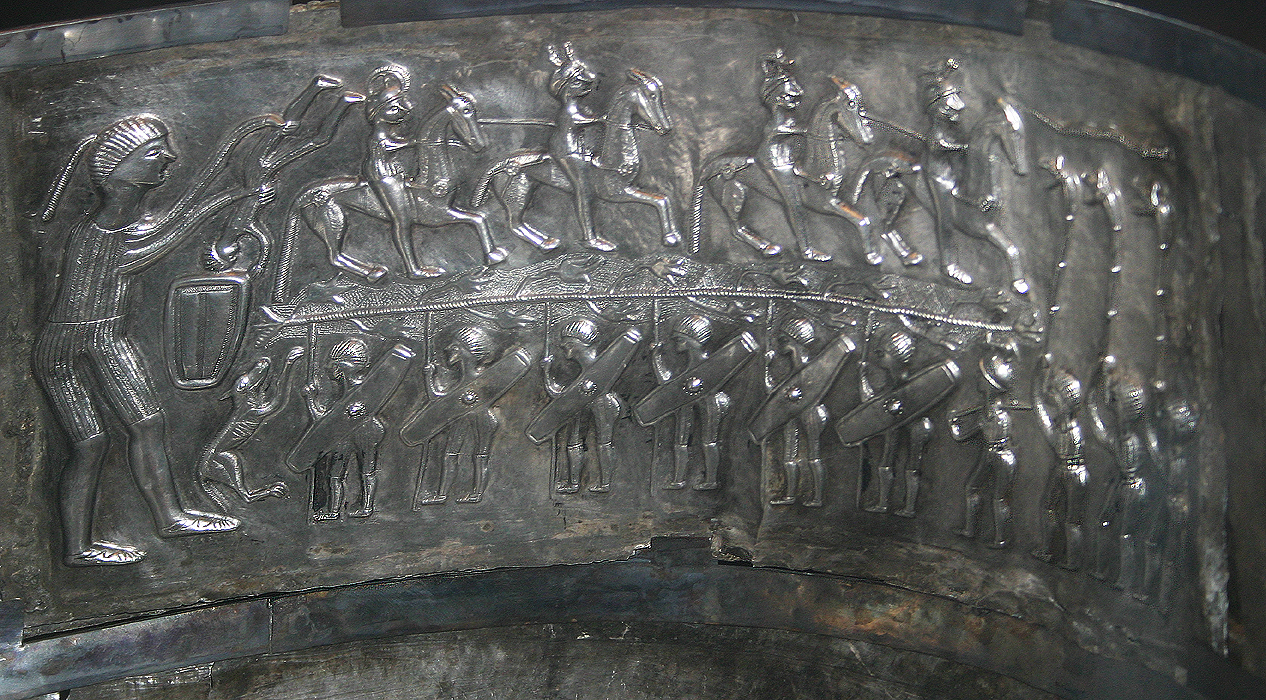
Thracische ruiters met phalerae als onderdeel van het paardentuig (detail van de Ketel van Gundestrup), eerste eeuw v. Chr.

## Overzicht

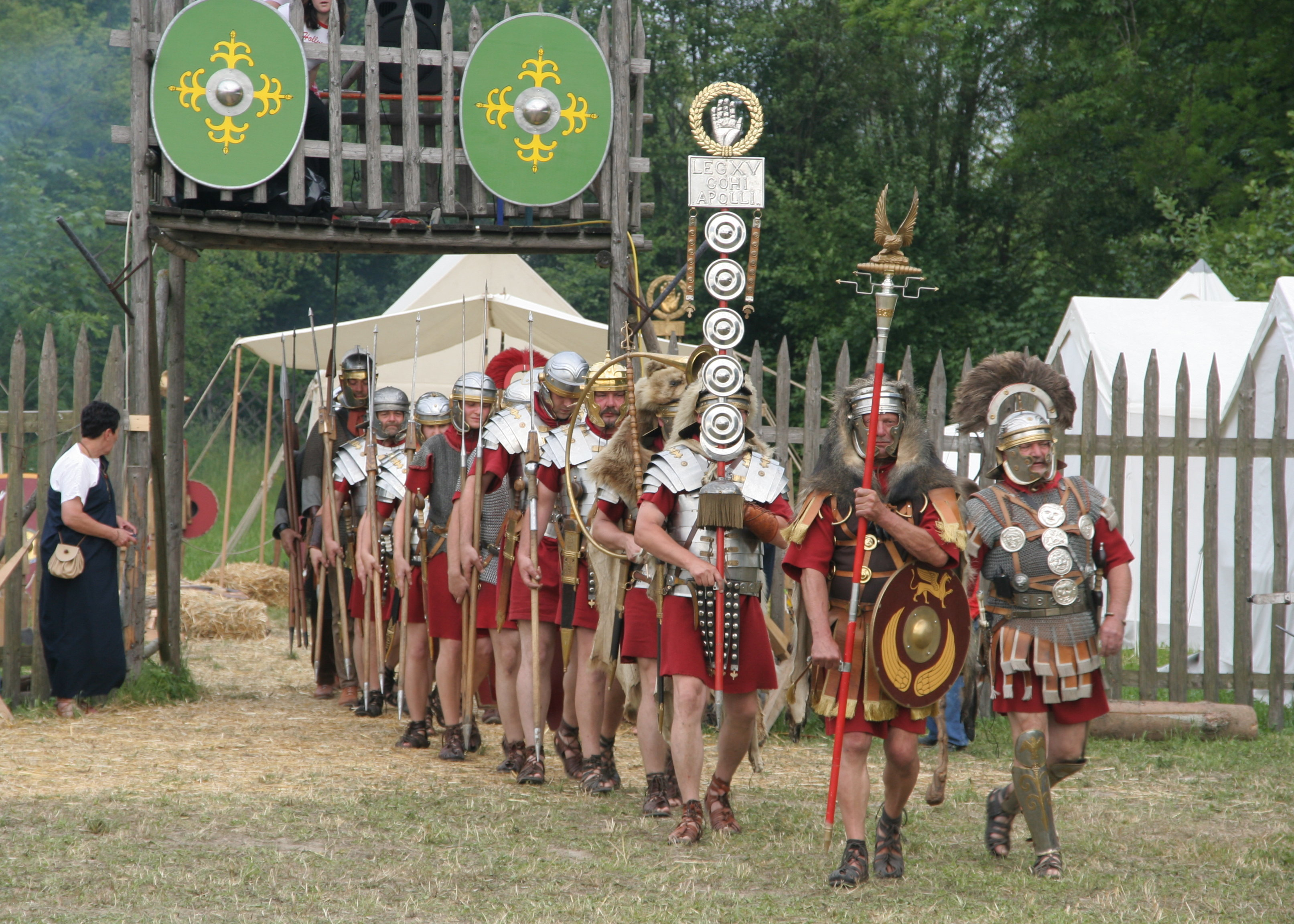
In de bovenstaande reconstructie zijn vijf phalerae aangebracht op het signum en zes op het kuras van de bevelvoerend officier.

De phalerae werden tot de "Notitis Dignitatium", de "tekenen van rang" gerekend en ook in begrafenissen meegevoerd. Deze onderscheidingen zijn bekend uit de literatuur en de afbeeldingen op Romeinse graven. De doden werden daarop vaak afgebeeld en daarbij werden ook de phalerae op de kuras zorgvuldig weergegeven.
Een belangrijke bron van kennis is het grafmonument van de legaat Marcus Caelius dat in 1630 bij Xanten in het Rijnland werd gevonden. Marcus Caelius, commandant van het 18e legioen is afgebeeld met:
- de Corona,
- twee Torques of op de schouder gedragen lauwerkransen,
- twee Armillae of armbanden,
- vijf Phalerae of medaillons op het kuras

en in de begeleidende tekst is sprake van een
- Hasta Pura of lans zonder punt, een onderscheiding voor het zorgvuldig voorbereiden van een veldtocht.

Andere phalerae zijn de:
- Corona Muralis (muurkroon),
- Corona Navalis (Scheepskroon),
- grote of kleine lauwerkransen van palmbladeren, laurier- of olijfbladeren die aan een eenheid werden verleend en op de adelaar (aquila) van het legioen of op de "signum", de hand op een staf die voor een manipel (een van de 30 delen van een legioen) werd gedragen, werd bevestigd,
- lauwerkransen op het hoofd, soms verguld als "Corona Aurea",
- de Corona Vallaris,
- de Corona Obsidialis,
- de Corona Myrtaea,
- de Corona Graminae,
- de Corona Rostrata,
- de Corona Civica van eikenblad voor wie het leven van een kameraad of een Romeins burger redde,
- het Vexillum al was deze rode lap stof die om en paal was gedrapeerd ook het voorrecht van een commandant,
- en de Ovatio, de hoogste militaire eer die in het Nederlands "triomfmars" heet.

De meeste phalerae waren rond en vertoonden het hoofd van Medusa. Ook afbeeldingen van Gorgo, Mars, Minerva, Jupiter, de Sfinx, een leeuw of een ander dier komen voor. De phalerae werden met een gesp op het kuras bevestigd en waren van brons of zilver dat soms verguld was.
Op het in Verona gevonden grafmonument van Q(uintus) Sertorius Fessus, centurion van het XIe legioen zijn negen op het bevestigd phalerae afgebeeld.
Archeologische vondsten in Istrië, Ittenheim (men vond verguld zilveren phalerae) en Krefeld brachten goed bewaarde phalerae aan het licht die in musea in Triëst, Straatsburg en Krefeld worden bewaard.
Op de triomfboog van Septimius Severus in Leptis Magna (Libië) is een man afgebeeld met een medaillon van de keizer om zijn hals. Ook dit was waarschijnlijk een onderscheiding.